# Theodor Eustach, pfalzgreve af Pfalz-Sulzbach
Theodor Eustach, pfalzgreve af Pfalz-Sulzbach  (14. februar 1659 i Sulzbach – 11. juli 1732 i Dinkelsbühl) var pfalzgreve og hertug af Pfalz-Sulzbach i 1707–1732.

## Familie
Theodor Eustach var gift med Marie Eleonore af Hessen (1675–1720), der var datter af landgreve Wilhelm 1. af Hessen-Rotenburg.
Parret fik ni børn. Den eneste overlevende søn Johan Christian Josef, pfalzgreve af Pfalz-Sulzbach efterfulgte sin far som hertug af Sulzbach. Sønnesønnen  Karl Theodor, kurfyrste af Pfalz og Bayern blev kurfyrste både af Pfalz og af Bayern. 

## Forfædre
Theodor Eustach tilhørte den ældre (pfalziske) linje af  Huset Wittelsbach, og han var tipoldesøn af Wolfgang af Pfalz-Zweibrücken (1526–1569). 